# Herpetofobia

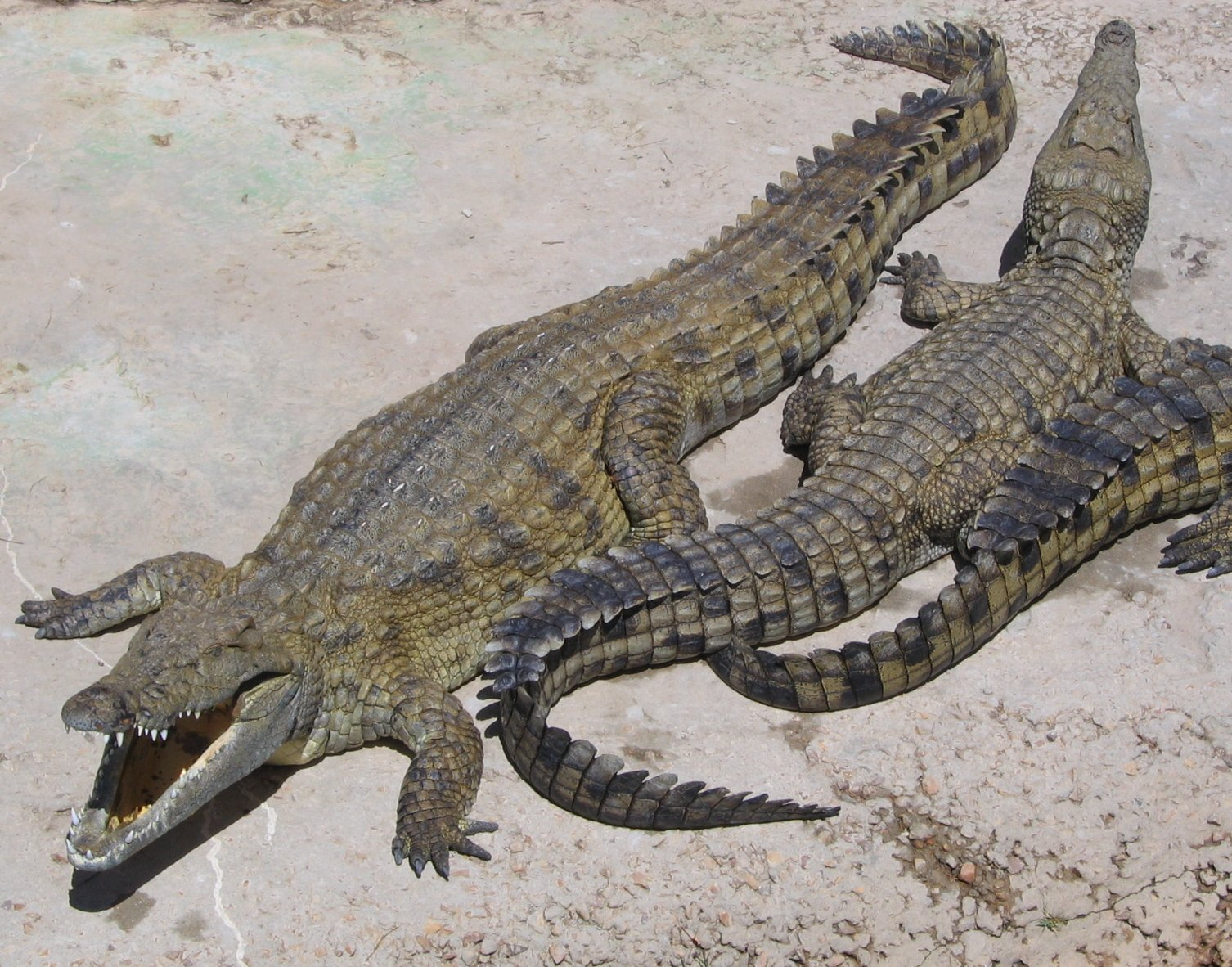
Cocodrilo del nilo (Crocodylus niloticus), puede causar herpetofobia

La herpetofobia es una sub-fobia de la zoofobia, que caracteriza un miedo hacia los reptiles y los anfibios. Está entre las zoofobias más comunes en el mundo. Una sub-fobia aún más específica, por ejemplo, es la ofidiofobia, que es el temor hacia las serpientes. Al ser reptiles, la ofidiofobia está dentro de la herpetofobia.

## Causas
La herpetofobia, al igual que otras zoofobias, afecta más a las mujeres que a los hombres y casi siempre es adquirida desde la infancia. Generalmente se los teme tanto por su apariencia como su reputación de peligrosos. 
Los más temidos son las serpientes, al encontrarse distribuidas por todo el mundo y tener fama de ser asesinas de humanos, aunque solo el 10% de ellas son peligrosas. Los cocodrilos también son muy temidos, aunque no son tan comunes como las serpientes. Los lagartos son los más abundantes de los reptiles, pero son poco temidos debido a que muchas especies son inofensivas o tratan de evitar al hombre y se los teme principalmente por su apariencia.
Casi siempre las tortugas son excluidas de esta fobia, debido a su carácter pasivo y amigable y muchas especies tomadas como mascotas.
La clase de los reptiles también incluye a los tuátara, reptiles muy longevos y muy antiguos parecidos a los lagartos que seguramente ya existían desde la época de los dinosaurios. Hoy, solo sobreviven en algunas islas cercanas a Nueva Zelanda. También comprende a los poco comunes anfisbenios, reptiles del mismo orden de lagartos y serpientes que viven bajo tierra y carecen de patas (salvo un género que aún conserva el par anterior), y tienen la característica de presentar la cola similar a la cabeza para despistar a sus predadores.
En el caso de los anfibios, se los suele temer principalmente por su apariencia y no por su aparente peligrosidad. Pocas salamandras son tóxicas, aunque algunas ranas y sapos pueden ser letales, como las ranas dardo.

## Tratamiento
Esta zoofobia puede ser tratada con hipnoterapia, o que los afectados vean a personas interactuando con estos animales. Como todos los animales, los reptiles tienen un rol ecológico, importante en el ecosistema donde habitan, por lo que también deben ser protegidos.
- Datos: Q2319444